# Система щасливих понеділків
Система щасливих понеділків (яп. ハッピーマンデ ー 制度, Хаппо: Манде: Сейді, від англ. Happy Monday - щасливий понеділок) — рішення  японського уряду відзначати ряд державних свят не в фіксоване число, а в фіксований по порядку понеділок місяця, таким чином створюючи триденні вихідні. Було пересунуто наступні свята:
- День повноліття: починаючи з 2000, другий понеділок січня (було 15 січня)
- День моря: починаючи з 2003, третій понеділок липня (було 20 липня)
- День шанування старших: починаючи з 2003, третій понеділок вересня (було 15 вересня)
- День фізкультури: починаючи з 2000, другий понеділок жовтня (було 10 жовтня)

## Див. Також
- Свята Японії